# Никачевич, Слободан
Слободан «Кико» Никачевич (серб. Слободан "Кико" Никачевић; 9 мая 1912, Бистрица, близ Нова-Вароша — 28 июня 1943, Дражевичи) — югославский черногорский партизан времён Народно-освободительной войны, Народный герой Югославии.

## Биография
Родился 9 мая 1912 в деревне Бистрица близ Нова-Вароша. Окончил юридический факультет Белградского университета, работал в Скопье. Член КПЮ с 1941 года.
В партизанском движении с 1941 года. Командир взвода (водник) Златарской партизанской роты, позднее командир 2-го Златарского партизанского батальона.
Погиб 28 июня 1943 в деревне Дражевичи близ Нова-Вароша в битве против четников.
Указом Президиума Народной Скупщины ФНРЮ от 5 июля 1951 посмертно награждён Орденом Народного героя Югославии.